# Lalla Khedidja
Lalla Khedidja o (árabe: لالة خديجة, cabilio: Tamgut Aâlayen o Azeru Amghur), es una montaña en Argelia. Con 2308 metros, es la cumbre más alta de la cordillera Djurdjura, una subcordillera del Atlas Telliano.

## Geografía
Este pico se encuentra en la subcordillera Akouker de la parte oriental de la cordillera Djurdjura. También es el punto más alto del Atlas Telliano en sí, que a su vez forma parte del sistema más grande de las Montañas del Atlas. El Lalla Khedidja suele estar cubierta de nieve en invierno y se encuentra en el sureste del macizo de Akouker. Tiene la apariencia de una pirámide gigantesca, cuyas pendientes se inclinan hacia el este y el oeste en dos profundos barrancos y hacia el sur sobre el valle del wadi Sahel. Al noreste hay una cresta estrecha con una altitud de más de 2000 metros, vinculada al Takerrat y al Azerou Madene.
Las vertientes del Tamgout están cubiertas por bosques de cedros. Desde el paso Tizi N'Kouilal, ubicado a 1585 metros sobre el nivel del mar, un camino conduce a la cumbre. El ascenso es fácil.

## Toponimia
La montaña tiene el nombre de una guerrera legendaria, Lalla Khedidja que luchó junto a Jeireddín Barbarroja contra los españoles en el siglo XVI.